# Directeur d'accueil collectif de mineurs
Pour un article plus général, voir Accueil collectif de mineurs à caractère éducatif.

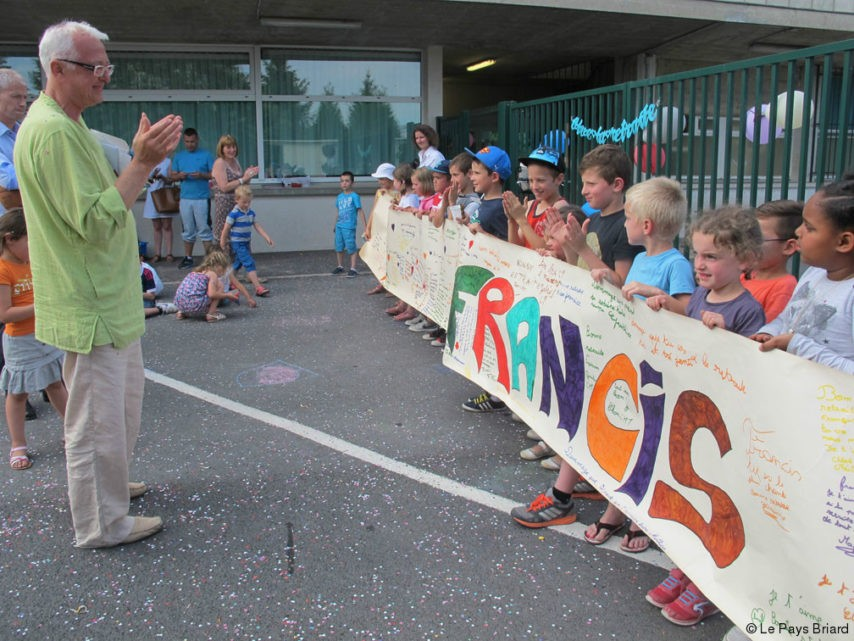
Départ à la retraite d'un directeur d'accueil de loisirs de 65 ans.

En France,  la directrice ou le directeur d'accueil collectif de mineurs (ACM) est l'animateur socioculturel qui a la responsabilité d'une structure d'accueil collectif de mineurs à caractère éducatif.
Il élabore et met en œuvre, en concertation avec son équipe pédagogique, le projet pédagogique en référence au projet éducatif. Il dirige une équipe d'animation pédagogique et les différents intervenants éducatifs, techniques et pédagogiques.

## Diplôme

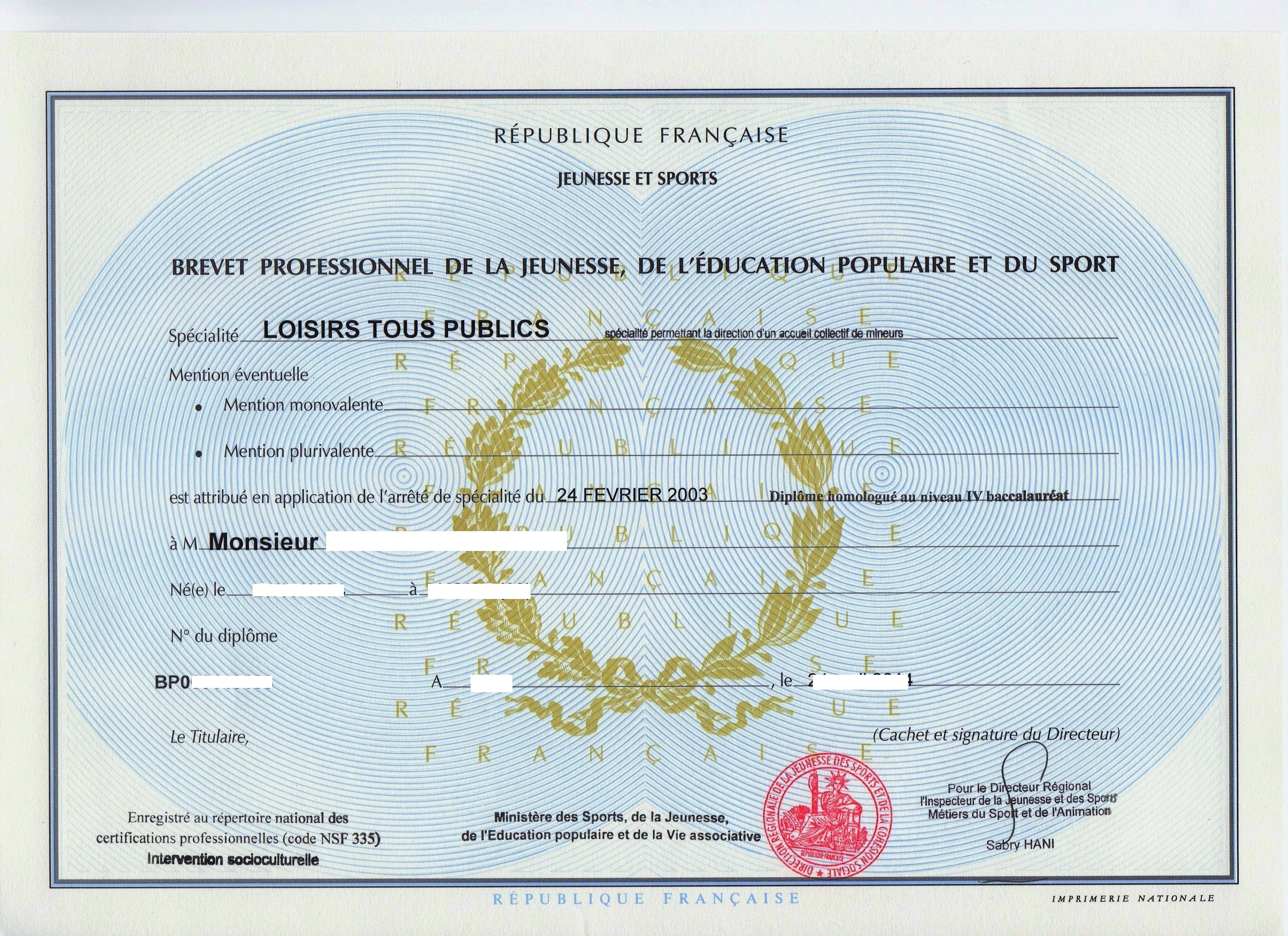
Diplôme d’État professionnel du BP JEPS Loisirs Tous Publics (LTP)

Le directeur d'un ACM a un diplôme dans l'animation socioculturelle et socio-éducative pour pouvoir diriger une équipe d'animation pédagogique et les différents intervenants éducatifs, techniques et pédagogiques. Le directeur d'un ACM doit avoir un diplôme validé par la loi ou bénéficier d'une dérogation auprès des autorités compétentes. Auquel cas il doit au minimum être en situation régulière pour pouvoir diriger un accueil collectif de mineurs.
Ainsi il a principalement (un seul suffit) :
- Le BAFD, pour les ACM ouvert moins de 80 jours/an et accueillant moins de 80 enfants/an ;
- Un diplôme ouvrant droit à la fonction de directeur (équivalences) ;
- Le BAFA et une dérogation de la DRJSCS ;
- Le Diplôme d'État du BPJEPS Loisirs Tous Public (LTP)  ou un Certificat complémentaire de direction en ACM associé au BP JEPS.

## Formations et missions
Les contenus de formations sont basés sur les référentiels des diplômes du BAFD (seulement pour les petits centres). du BP JEPS Loisirs Tous Publics et de l'unité capitalisable UCC direction d'un accueil collectif de mineurs.
- La législation administrative et financière ;
- Organiser et encadrer la vie quotidienne et collective des usagers mineurs, les temps de repos, les nuits et les repas ;
- Mises en place d'activités éducatives, culturelles, sociales et d'apprentissages ;
- Recrutement, encadrement, formation d'une équipe d'animation et du personnels techniques ;
- Comptabilité ;
- Notion d'économat ;
- Élaboration d'un projet pédagogique en référence à celui de l'organisateur et de son propre projet de direction et des valeurs de l'éducation populaire ;
- Relations avec les familles, la DRJSCS, les prestataires et partenaires, l'organisateur, les écoles, collèges, les élus locaux, etc. ;
- Conduite de réunion ;
- Connaissance et fait appliquer la réglementation des ACM auprès de l'ensemble des personnels ;
- Formations et évaluations des animateurs stagiaires et diplômés ;
- Élaborations de nombreux documents administratifs, de projet pédagogique, de documents éducatifs, de promotions, d'animations, de comptabilités, etc. ;
- Suivi sanitaire et des inscriptions ;
- Connaissance de base en psychologie des différents publics.